# Commanderie d'Any
La commanderie d'Any (Aney, Hanny) était une commanderie de l'ordre de Saint-Jean de Jérusalem située dans le comté de Limerick, province du Munster en Irlande et qui fut fondée au début du XIIIe siècle.

## Description géographique
Cette commanderie hospitalière a donné son nom, littéralement « hôpital », à la ville qui s'est développé au sud de cette dernière.

## Histoire
Cette commanderie fut fondée entre 1216 et 1226 grâce à une donation de Geoffrey de Marisco, alors Justiciar d'Irlande (en). Il s'agit de la seule commanderie attestée dans l'actuel comté de Limerick mais à laquelle se rattachaient de nombreux autres biens. On remarque que la présence des templiers est avérée dans ce comté mais qu'on ignore où précisément et s'il s'agissait d'une commanderie, peut-être à Limerick.
Roger Utlagh (en), prieur de Kilmainham (1316 - 1341) et Lord Justiciar d'Irlande (1322 - ?) y a fini ses jours.
La réforme protestante au XVIe siècle engendra la suppression de la langue d'Angleterre de l'Ordre par le roi Henri VIII (1540) et l'annexion de tous leurs biens de l'Ordre par la couronne.

### Commandeurs
| Nom du commandeur | Période |
| ----------------- | ------- |
| fr. …             | ?       |

## Possessions
Parmi les possessions connues et rattachées à cette commanderie, on peut citer,:

(à savoir des biens dans le comté de Limerick mais aussi dans ceux de Clare, Cross Tipperary (en) (partie du Tipperary) et Kerry)
- Adare : Des terres (Spitle lands), une église et peut-être un manoir (Spitle gate)[N 1] à l'emplacement de l'actuel manoir d'Adare (en) qui est beaucoup plus récent.
- Ardagh:
- Askeaton (en): une église qui semble provenir des templiers[7] (Ynyskyfty, citée en 1302 et 1306) et des terres (Inskefty)[8]
- Ayne: toponyme à identifier
- Ballinclogh:
- Browe (Bruffe ?): Église
- Carrick:
- Cashel:
- Croghe:
- Limerick: Des biens provenant de la dévolution des biens de l'ordre du Temple.
- Kilmallock:
- « Newton » (près d'Adare): Chapelle Sainte-Marguerite[9]. 52° 40′ 14″ N, 8° 44′ 51″ O[10]
- Rathkeale:
- Rathronan (Tipperary): Église. 52° 23′ 10″ N, 7° 42′ 02″ O[10]